# Konsistenz (Numerik)
In der numerischen Mathematik ist die Konsistenz beziehungsweise die Konsistenzordnung eine Eigenschaft eines numerischen Verfahrens, die bedeutet, dass der Algorithmus in einer gewissen grundlegenden Weise tatsächlich das gegebene Problem löst und nicht ein anderes.
Die drei in der Numerik entscheidenden Fehlerbewertungskriterien sind Kondition, Stabilität und Konsistenz. Alle drei Größen analysieren die Entstehung von Fehlern, unterscheiden sich aber in der Art der Fehlerquellen. Die Konditionsbewertung geht davon aus, dass der Algorithmus genau funktioniert, jedoch die Eingabedaten gestört sind. Die Stabilität vergleicht das Ergebnis des numerischen Verfahrens mit dem des exakten Verfahrens unter gestörten Eingabedaten.
Die Konsistenz beschäftigt sich nun mit der Frage, was passiert, wenn die exakte Lösung im numerischen Verfahren verarbeitet wird. Die aufgeführten Beispiele sind numerische Differentiation oder Lösung eines Anfangswertproblems. Hier wird der entstehende Fehler in Abhängigkeit von einem gewählten Gitter oder einer gewählten Schrittweite betrachtet.

## Definition
Gegeben sei ein kontinuierliches Problem und die exakte Lösung {\displaystyle u(t)} sowie die numerische Lösung {\displaystyle u_{h}(t)} zu einer Schrittweite {\displaystyle h>0}. Das Verfahren heißt konsistent, falls es eine Funktion {\displaystyle \sigma (h)} mit {\displaystyle \lim _{h\to 0}\sigma (h)=0} gibt, so dass für den lokalen Fehler gilt (das Verfahren startet mit exakten Anfangsdaten)
{\displaystyle \forall n\in \mathbb {N} _{0}\colon \|u(nh)-u_{h}(nh)\|\leq \sigma (h)}.
Es besitzt die Konsistenzordnung {\displaystyle p\in \mathbb {N} }, falls {\displaystyle \sigma (h)\in {\mathcal {O}}(h^{p})}.
Das bedeutet, dass man zu jedem Zeitpunkt (oder auch Ort) eine Fehlerschranke in Abhängigkeit von der gewählten Schrittweite hat. Es ist klar, dass in der Praxis Verfahren dieses Verhalten nur zeigen, wenn man eine hinreichend kleine Schrittweite wählt (vgl. Stabilität).
Viele solcher Konsistenzabschätzungen werden mit Hilfe des Satzes von Taylor bewiesen, aus dem einfachen Grund, dass viele Verfahren die ersten Glieder der Taylorreihe (die abhängig von einer Schrittweite {\displaystyle h} ist) verwenden, um ausgehend von der Lösung zum aktuellen Zeitpunkt die Lösung für den nächsten Zeitpunkt darzustellen:
{\displaystyle f(x+h)=f(x)+hf'(x)+h^{2}{\frac {f''(\xi )}{2}}}.
Die Konstante {\displaystyle c} ist dann das Restglied {\displaystyle f''(\xi )} bzw. eine Supremumsnormabschätzung.

## Definition im Falle der Einschrittverfahren
Wir gehen vom Anfangswertproblem
{\displaystyle y'(x)=f(x,y(x)),\quad y(x_{i})=y_{i}}
aus, wobei {\displaystyle y} die Lösung des Anfangswertproblems ist und {\displaystyle y_{i+1}} durch Anwendung der Methode auf {\displaystyle y_{i}} mit Schrittweite {\displaystyle h>0} erzeugt wurde.
Außerdem sei {\displaystyle f} unendlich oft differenzierbar und lokal Lipschitz-stetig.
Ein Einschrittverfahren heißt konsistent, falls für jede rechte Seite {\displaystyle f} gilt
{\displaystyle {\underset {h\rightarrow 0}{\limsup }}{\underset {x_{i}\in [a,b],y_{i}\in \mathbb {R} ^{d}}{\sup }}{\frac {|y_{i+1}-y(x_{i}+h)|}{h^{p+1}}}<\infty },
d. h., Konstanten {\displaystyle C>0,h_{0}>0} existieren, sodass
{\displaystyle {\underset {x_{i}\in [a,b],y_{i}\in \mathbb {R} ^{d}}{\sup }}|y_{i+1}-y(x_{i}+h)|\leq Ch^{p+1}}
für alle {\displaystyle 0<h<h_{0}}.
Eine Methode der Konsistenzordnung {\displaystyle p} macht in jedem Intervall {\displaystyle [x_{i},x_{i+1}]} einen lokalen Fehler der Ordnung {\displaystyle h^{p+1}}.

## Beispiele

### Differentiation
Eine Möglichkeit, die Ableitung einer Funktion {\displaystyle f} in einem Punkt {\displaystyle x} zu errechnen, ist die Benutzung von Differenzenquotienten, sofern {\displaystyle f} hinreichend oft differenzierbar ist. Wir betrachten zwei Verfahren:
Den einfachen Differenzenquotienten
{\displaystyle f'(x)\approx {\frac {f(x+h)-f(x)}{h}}} und
den zentralen Differenzenquotienten
{\displaystyle f'(x)\approx {\frac {f(x+h)-f(x-h)}{2h}}}.
Die Taylorentwicklungen
{\displaystyle f(x+h)=f(x)+f'(x)h+{\frac {f''(\xi )h^{2}}{2}}}
bzw.
{\displaystyle f(x\pm h)=f(x)\pm f'(x)h+{\frac {f''(x)h^{2}}{2}}\pm {\frac {f'''(\xi )h^{3}}{6}}}
liefern dann für den einfachen Differenzenquotienten
{\displaystyle {\frac {f(x+h)-f(x)}{h}}=f'(x)+{\frac {f''(\xi )}{2}}\,h}
bzw. für den zentralen Differenzenquotienten
{\displaystyle {\frac {f(x+h)-f(x-h)}{2h}}=f'(x)+{\frac {f'''(\xi _{1})+f'''(\xi _{2})}{12}}\,h^{2}}.
Über Umstellen und Anwenden der Norm im Bildbereich von {\displaystyle f} erhalten wir dann
{\displaystyle \left\|f'(x)-{\frac {f(x+h)-f(x)}{h}}\right\|=\left\|{\frac {f''(\xi )}{2}}h\right\|\leq {\frac {1}{2}}\left\|f''\right\|_{\infty }h}
bzw.
{\displaystyle \left\|f'(x)-{\frac {f(x+h)-f(x-h)}{2h}}\right\|=\left\|{\frac {f'''(\xi _{1})+f'''(\xi _{2})}{12}}\,h^{2}\right\|\leq {\frac {2}{12}}\left\|f'''\right\|_{\infty }h^{2}={\frac {1}{6}}\left\|f'''\right\|_{\infty }h^{2}},
also Konsistenzordnung eins, {\displaystyle O(h)}, bzw. zwei, {\displaystyle O(h^{2})}. Man erkennt, dass man mit ähnlichem Rechenaufwand (je zwei Funktionsauswertungen und im Wesentlichen eine Division) mittels des zentralen Differenzenquotienten eine höhere Konsistenzordnung erreicht.

### Gewöhnliche Differentialgleichungen
Zum diskreten Lösen eines Anfangswertproblems kann man Einschrittverfahren, z. B. Runge-Kutta-Verfahren, verwenden. Ein solches hat die Konsistenzordnung p, wenn es die lokale Fehlerordnung p+1 hat.
Das einfachste Einschrittverfahren ist das explizite Eulerverfahren (Euler’sches Polygonzugverfahren).
Dabei wird die exakte Lösung {\displaystyle u\in C^{1}([t_{0},t_{f}])} einer Differentialgleichung
{\displaystyle u'(t)=f(t,u(t))} und {\displaystyle u(t_{0})=u_{0}}
numerisch approximiert durch die stückweise lineare Funktion
{\displaystyle u_{h}(t_{n}+\tau )=u_{h}(t_{n})+\tau \,f(t_{n},u_{h}(t_{n}))} mit {\displaystyle t_{n}=t_{0}+nh} und {\displaystyle \tau \in [0,h]}
mit {\displaystyle u_{h}(t_{0})=u_{0}} und {\displaystyle u_{h}(t_{n+1})=u_{h}(t_{n}+h)}.
Man kann auch hier mit der Taylorentwicklung
{\displaystyle u(t+h)=u(t)+h\,u'(t)+{\frac {h^{2}}{2}}\,u''(t)+o(h^{2})=u(t)+h\,f(t,u(t))+O(h^{2})}
die lokale Fehlerordnung 2 und damit die Konsistenz von {\displaystyle O(h)}, d. h. Konsistenzordnung 1, nachweisen, sofern {\displaystyle u\in C^{2}([t_{0},t_{f}])}.